# Ernst Moro
Ernst Moro (ur. 8 grudnia 1874 w Laibach, zm. 17 kwietnia 1951 w Heidelbergu) – austriacki lekarz pediatra, autor opisu odruchu noworodkowego znanego dziś jako odruch Moro.

## Życiorys
Moro studiował medycynę na Uniwersytecie w Grazu, tytuł doktora medycyny otrzymał w 1899 roku. Od 1901 do 1902 roku pracował z Theodorem Escherichem w Wiedniu. Habilitował się z pediatrii w 1906 roku w Monachium, w 1911 roku został profesorem pediatrii w Heidelbergu. W 1938 roku, po dojściu nazistów do władzy, Moro zrezygnował z katedry w Heidelbergu, jako powód podając przyczyny zdrowotne. W rzeczywistości, prawdziwym powodem było jego małżeństwo z Żydówką Grete Königsvald. Otworzył następnie prywatną klinikę przy Mozartstrasse 10 i zakończył praktykę po wojnie, w 1948 roku.

## Dorobek naukowy
Poza opisem odruchu Moro, Ernst Moro dowiódł sterylności jelita cienkiego, wykazał, że karmione piersią dzieci mają lepiej rozwiniętą odporność niż dzieci karmione butelką; jako pierwszy opisał zespół jelita drażliwego (Nabelkoliken) u dzieci; wyizolował bakterie Lactobacillus acidophilus; opracował tzw. test tuberkulinowy Moro; opracował skład mieszanki mlecznej, znanej także jako mleko Moro – składało się z pełnego mleka, 3% mąki, 5% masła i 5-7% cukru.